# Cypripedium parviflorum
Cypripedium parviflorum é uma espécie de orquídea terrestre, família Orchidaceae, que habita da América subantártica até  o norte da California. Existem duas variedades, parviflorum e makasin, uma terceira, pubescens, tem sido tratada como Cypripedium pubescens.